# Meijin (shōgi)
 (septembre 2013).
Si vous disposez d'ouvrages ou d'articles de référence ou si vous connaissez des sites web de qualité traitant du thème abordé ici, merci de compléter l'article en donnant les références utiles à sa vérifiabilité et en les liant à la section « Notes et références ».
Cet article ne doit pas être confondu avec celui concernant le titre de Meijin attribué dans les arts martiaux.

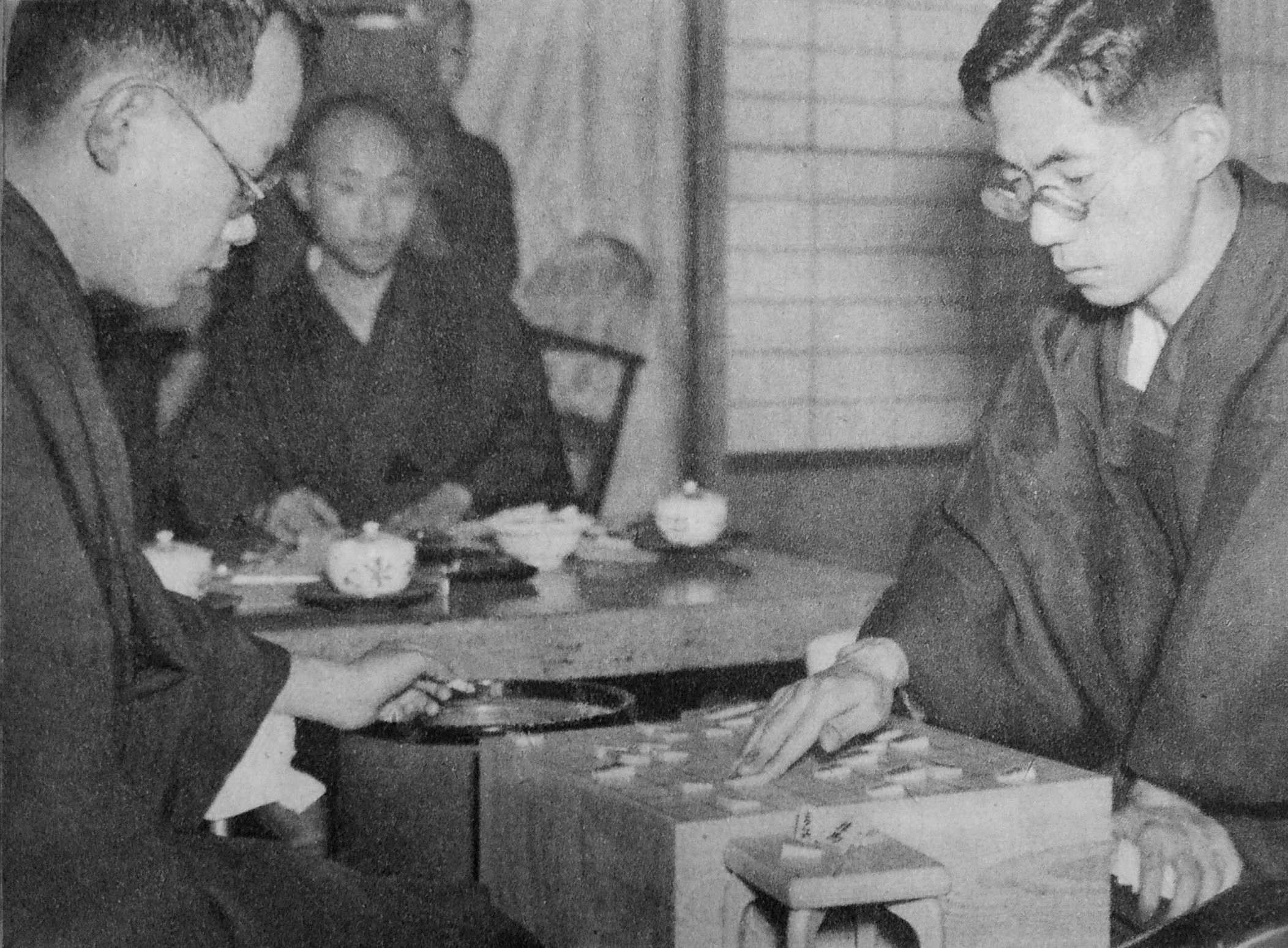
Partie de shōgi entre Yasuharu Oyama et Masao Tsukada en 1948 pour le titre de Meijin.

Le Meijin (名人) est le titre du vainqueur d'un des huit principaux tournois professionnels de shōgi au Japon. Parmi les « huit couronnes », celles du Ryūō et du Meijin sont les plus prestigieuses.

## Nom
Le mot « meijin » signifie « une excellente personne », « mei » (名) signifiant « excellent, célèbre » et « jin » (人) « personne ».

## Histoire
La tradition du Meijin a commencé au XVIIe siècle pendant l'époque d'Edo, mais le titre était héréditaire[réf. nécessaire].
En 1934, le Tokyo Nichi Nichi Shimbun propose d'organiser une compétition pour décerner le titre de Meijin et le 13e Meijin Kinjirō Sekine accepte l'idée.
En 1935, la Nihon Shōgi Renmei (la fédération japonaise de Shōgi) annonce l'abolition du système existant en faveur de quelque chose reflétant plus la valeur du jeu.
1er Meijin (Shogi) 1935-1937 :  en 1937, Yoshio Kimura remporte cette première compétition.
Le 11 février 1938, Sekine Kenjiro abdique son titre permettant l'intronisation de Yoshio Kimura.
Depuis 1976, le tournoi est organisé par le Mainichi Shinbun.
Depuis 2008, le tournoi est coorganisé par l'Asahi Shinbun.

## Format
Celui-ci commence par un tournoi de classement (順位戦, jun'i sen) sous la forme d'un tournoi toutes rondes en dix matchs réparti dans cinq ligues (A, B1, B2, C1, C2). Les joueurs doivent alors gagner suffisamment de parties afin de se hisser dans la ligue supérieure. L'objectif étant de monter en classe A afin de pouvoir participer au tournoi du titre. Seul le gagnant de la classe A pourra, en tant que challenger, défier le tenant du titre.
Ainsi, 5 années minimum de participation dans le tournoi de classement sont nécessaires à un joueur professionnel pour défier le Meijin.

### JunisenClasse C2(C級 2組　順位戦,C-kyū 2-kumi jun'i-sen?)
Environ 50 joueurs disputent dix parties contre des adversaires de la classe C2.
3 joueurs (ou plus) sont promus.

### JunisenClasse C1(C級１組　順位戦,C-kyū 1-kumi jun'i-sen?)
Environ 40 joueurs disputent dix parties contre des adversaires de la classe C1.
2 joueurs (ou plus) sont promus.

### JunisenClasse B2(Ｂ級 2 組　順位戦,B-kyū 2-kumi jun'i-sen?)
Environ 24 joueurs disputent dix parties contre des adversaires de la classe B2.
Les deux premiers sont promus en classe B1.

### JunisenClasse B1(Ｂ級１組　順位戦,B-kyū 1-kumi jun'i-sen?)
Composé d'un tournoi de 13 joueurs disputant un tournoi toutes rondes.
Les deux premiers sont promus en classe A et les deux derniers sont relégués en classe B2.

### JunisenClasse A(Ａ級順位戦,A-kyū jun'i-sen?)
Composé d'un tournoi de dix joueurs disputant un tournoi toutes rondes.
Le vainqueur devient le challenger du Meijin.
Les deux derniers joueurs sont relégués en classe B1.

### Championnat Meijin(名人戦七番勝負,Meijin-sen nana-ban shōbu?)
Il oppose le Meijin tenant du titre à son challenger sélectionné par le Junisen dans un match en sept parties.
Le joueur qui gagne quatre parties sur sept devient le nouveau détenteur du titre de Meijin[réf. nécessaire].

## Meijin honoraire
Un « meijin honoraire » (永世名人, eisei meijin, litt. meijin permanent) est un titre donné à une personne qui gagne cinq fois le titre de Meijin.
- 1er - 13e : par succession
- 14e Meijin honoraire : Yoshio Kimura
- 15e Meijin honoraire : Yasuharu Oyama
- 16e Meijin honoraire : Makoto Nakahara
- 17e Meijin honoraire : Koji Tanigawa
- 18e Meijin honoraire : Toshiyuki Moriuchi
- 19e Meijin honoraire : Yoshiharu Habu

## Palmarès
Palmarès depuis 1935. À partir de 1940, l'année indiquée est celle où a lieu la finale (match entre le tenant du titre et le vainqueur du tournoi de sélection du challengeur :
Pendant le 75e Meijin, à la suite de la controverse du 29e Ryuo Hiroyuki Miura a été suspendu puis innocenté.